# SMS Sophie
Pour les articles homonymes, voir Sophie.
La SMS Sophie est une corvette à pont lisse de la classe Carola (de) construite pour la marine impériale au début des années 1880. Elle est lancée le 10 novembre 1881 par le chantier naval impérial de Dantzig et est le dernier navire de la classe, qui comprend trois autres navires. Comme ses navires jumeaux SMS Carola (de), SMS Olga et SMS Marie, il porte le nom de l'épouse  du souverain d'un État fédéral allemand. L'homonyme de Sophie est la princesse Sophie, fille du roi Guillaume II des Pays-Bas. Elle est mariée à Charles-Alexandre depuis 1842, grand-duc de Saxe-Weimar-Eisenach depuis 1853.
Les navires de la classe Carola sont mis en service à la fin des années 1870 pour étendre la flotte de croiseurs allemands à l'étranger, qui est gravement obsolète à l'époque. Leurs tâches principales sont le service de station pour protéger les intérêts allemands dans les eaux étrangères sans bases allemandes et dans l'empire colonial allemand. En conséquence, les navires doivent servir à la reconnaissance de la flotte et à des missions prolongées dans les zones d'intérêt outre-mer de l'Empire allemand. L'armement principal du navire est une batterie de dix canons annulaires de 15 cm et un gréement complet pour compléter la machine à vapeur, qui est également présente, lors de longues missions outre-mer.

## Aperçu
En 1884, elle est engagée pour étudier la situation des factoreries commerciales allemandes en Afrique de l'Ouest. Les mesures prises sur place sont les premières étapes vers la création du protectorat du Togo. En octobre 1886, elle quitte son port avec l'escadron scolaire. Envoyée en Afrique de l'Est en renfort pendant le voyage, elle y est rattachée à l'escadre de croiseurs le 14 décembre 1886 et accomplit des missions en Australie, dans les mers du Sud et en Asie de l'Est. En août 1891, elle débarque un corps de débarquement avec l'escadron de croiseurs à Valparaiso, au Chili, pour protéger les Allemands qui y vivent. Autour du Cap Horn, la Sophie repart pour Zanzibar, d'où elle entreprend son voyage de retour le 18 juin 1892 et regagne l'Empire allemand après 69 mois. Après plus de cinq ans de service au sein de l'escadre de croiseurs, le navire est à nouveau utilisé en 1898/99 pour un long voyage en tant que navire-école pour garçons de mer.
Ce n'est qu'en 1908 que le navire-école Sophie est désarmé. La coque est utilisée comme bateau-logement jusqu'en 1920 et n'est démolie qu'en 1921.

## Histoire
Les corvettes à pont lisse de la classe Carola sont similaires aux frégates de classe Bismarck plus grandes achetées précédemment. Entièrement équipés, ils déplaçaient 2424 t, mesurent 76,4 m de long et 12,5 m de large. La Sophie dispose d'une machine à vapeur à double expansion 2367 CV et, comme ses navies-sœurs, dispose d'un trois-mâts à part entière de voile barque de 1230 m².
La commande pour la nouvelle construction F a été passée en 1879 au chantier naval impérial de Dantzig, qui commence la construction en janvier 1880. La Sophie, achevée en 1882, est ensuite en service pour la première fois du 10 août au 18 décembre. Elle effectue des essais en mer et se déplace de son lieu de construction, Danyzig à Kiel puis à Wilhelmshaven, où elle est d'abord mise hors service.
Le 2 octobre 1883, la Sophie est mobilisée pour la première fois pour le service actif. Un voyage prévu sur l'Atlantique Nord est cependant annulé, car elle doit accompagner un voyage du prince héritier prussien Frédéric-Guillaume en Espagne. Les navires d'accompagnement se rassemblent à Gênes et la corvette de croisière Prinz Adalbert (de), destiné à être le vaisseau amiral de ce voyage, embarquent le prince héritier. De plus, l'aviso Loreley fait également partie du convoi pour le voyage vers Valence. Le voyage par mauvais temps entraîne des dégâts de mer sur les navires et le Sophie doit parfois remorquer le Loreley. Après le retour du prince héritier à Gênes, la Sophie doit partir pour l'Asie de l'Est. Cependant, cette décision est également annulée et la corvette est envoyée en Afrique de l'Ouest afin d'évaluer la situation des entreprises allemandes là-bas, qui se plaignent du comportement hostile des indigènes. Une intervention active est toutefois expressément interdite.

### Déploiement au large de l'Afrique de l'Ouest

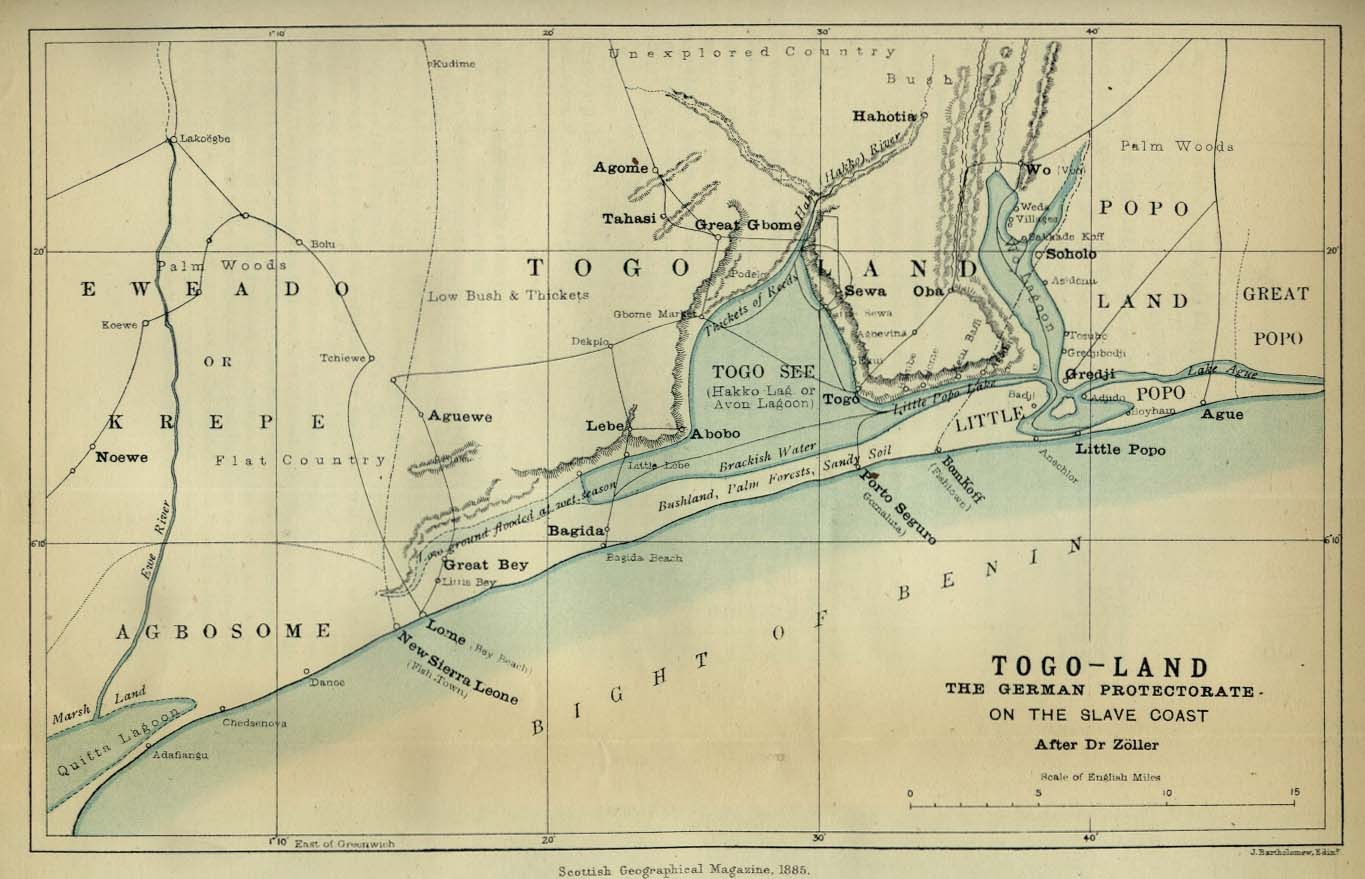
Togo 1885

La SMS Sophie quitte la Méditerranée à la fin de l'année et arrive dans l'actuel Togo fin janvier 1884. Tout d'abord, le commandant et trois officiers visitent les ruines des fortifications brandebourgeoises du Fort Groß Friedrichsburg à partir de 1693. Des croquis des vestiges existants du bâtiment sont réalisés et six autres canons sont trouvés. L'un d'entre eux est embarqué et ensuite exposé à l'Arsenal de Berlin. Après cela, le commandant négocie avec les chefs locaux pour améliorer le travail des comptoirs allemands là-bas. Comme tous les chefs n'ont pas participé aux négociations et que certains sont redevenus immédiatement hostiles aux Allemands, la Sophie débarque un détachement et attaque un village où quinze chefs conférèrent. Trois d'entre eux sont retenus à bord, les autres sont relâchés après avoir solennellement promis une bonne conduite envers les Allemands. Les trois chefs sont emmenés en Empire allemand, montrés à Berlin, Hambourg et Kiel, puis renvoyés au Togo après un mois sur la Möwe. Le gouverneur britannique de la Côte-de-l'Or apparaît sur une corvette et met en doute la légalité de l'action allemande. Le commandant du Sophie, le capitaine de corvette Wilhelm Stubenrauch, refuse d'en discuter et les Britanniques se retirent à nouveau. De l'île de São Vicente, le commandant fait un rapport sur son action à son pays. Il est félicité et reçoit l'ordre de revenir. Le 30 mars 1884, la Sophie retourne à Wilhelmshaven et subit immédiatement des réparations de base.

### Utilisation comme navire-école
En mai 1884, le Sophie est de nouveau opérationnel et entre en service comme navire-école pour les nouveaux volontaires de quatre ans. Après les premiers voyages au milieu de la mer Baltique, la Sophie participe également aux manœuvres de la flotte d'entraînement. Lors de la rentrée de la flotte, le 3 septembre 1884, le vapeur NDL Hohenstaufen (de), en partance pour Baltimore tente de franchir la ligne de quille devant le Sophie. La manœuvre échoue et une collision se produit, au cours de laquelle le Sophie est considérablement endommagé. L'Oberseeamt reconnaît le capitaine du Hohenstaufen coupable. L'appel et le pourvoi en cassation sont en faveur du NDL. L'appel de la marine auprès du Tribunal impérial est ensuite couronné de succès. Le capitaine du Hohenstaufen n'aurait pas dû s'approcher autant des unités de la flotte et en aucun cas rompre la ligne des navires de guerre.
En avril 1885, la Sophie réparée peut reprendre du service. Après des voyages de formation dans l'ouest de la Baltique et vers des ports scandinaves, elle participe avec les autres navires-écoles aux manœuvres d'automne, au cours desquelles elle s'échoue sans grands dommages près de Kiel. À la mi-octobre, il part avec l'escadre d'école pour un voyage d'hiver aux Indes occidentales, en compagnie du navire amiral Stein, du croiseur frégate Moltke et du croiseur corvette Ariadne. Fin mars 1886, l'unité retourne à Wilhelmshaven et la Sophie est transféré au chantier naval impérial de Kiel pour une révision. Il reprend ensuite du service en tant que navire-école pour les volontaires de quatre ans, avec les mêmes procédures que l'année précédente. En route vers les Antilles avec le Stein, le Moltke et la frégate de croisière Prinz Adalbert, le Sophie reçoit à Lisbonne l'ordre de rejoindre l'escadre de croiseurs au large de l'Afrique de l'Est. Pour l'affectation à l'étranger, la corvette échange ses volontaires en formation contre du personnel expérimenté des autres navires.

### Service dans l'escadron de croiseurs
À 6. Le 18 novembre 1886, la Sophie quitte l'escadre école de Lisbonne et fait route vers Zanzibar, où elle rejoint les canonnières Möwe et Hyäne. Le 14 décembre, l'escadre de croiseurs commandée par le contre-amiral Knorr y arrive avec le vaisseau amiral Bismarck et les corvettes de croiseurs Olga et Carola. Le commandant doit s'assurer que le meurtrier de l'explorateur africain allemand Karl Ludwig Jühlke sera traduit devant un tribunal compétent à Zanzibar par les autorités locales de Kismaju. Il doit aplanir les difficultés avec le sultan de Zanzibar et montrer le pavillon avec ses navires dans les villes côtières qui, selon le traité de Londres du 29 octobre 1886 doit fait partie de la zone coloniale allemande. À cette fin, les navires de l'escadron commencent à arpenter la côte de la sphère d'influence allemande. En raison des conditions climatiques défavorables et de la nécessité de réparations, l'escadron se rend ensuite au Cap à la mi-mars. Là, à la mi-avril, le commandement de l'escadron passe de Knorr au capitaine Karl Eduard Heusner et la Sophie est libéré pour l'Australie. Pour participer à une parade navale à l'occasion du 40e anniversaire du trône de la reine Victoria, le Bismarck, l' Olga et le Carola suivent le 7 mai le Sophie à Sydney. En août, l'escadron se rend aux îles Samoa et, le 19 août, arrive devant Apia. Des émeutes dirigées contre les Européens y ont éclaté. Les navires forment une force de débarquement qui brise la résistance indigène et capture les rebelles. La Sophie se rend ensuite en Nouvelle-Guinée avec le Bismarck et le Carola pour rendre compte de la situation actuelle dans la zone protégée de la Terre de l'Empereur-Guillaume. Après que l'Olga a rejoint également l'escadron, elle se rend en Asie de l'Est et arrive à Hong Kong le 6 janvier 1888, où elle rejoint les canonnières de la station Wolf et Iltis. La Sophie subit d'importantes réparations à Hong Kong et le 16 mars, le commandant, le capitaine de corvette Victor Cochius, y meurt du typhus, remplacé par le premier officier, le capitaine de corvette Kohlhauer, qui prend le commandement de la corvette de croisière. Alors que l'ancien navire amiral Bismarck se rend ensuite au Japon pour y être réparé avant de rentrer au pays, le commandant de l'escadron place un fanion sur la Sophie et parcourt la zone de la station avec elle et ses navires jumeaux Carola et Olga. En juin, le Sophie est révisée à Singapour et l'escadron se déplace ensuite à nouveau vers l'Afrique de l'Est, puisque le soulèvement arabe y a commencé entre-temps.
Le 16 juillet, les trois corvettes du croiseur rencontrent le bateau station Möwe à Zanzibar. Le commandant de l'escadre, Heusner, ayant été rappelé chez lui, la Sophie l'amene à Aden, mais doit y attendre le nouveau commandant, le contre-amiral August Deinhard, du 28 juillet au 19 août 1888. Deinhard est transféré sur la frégate de croisière Leipzig, qui est arrivée avant lui en tant que nouveau vaisseau amiral, au large de l'Afrique de l'Est. Le Sophie subit des dommages au moteur lors du voyage de retour d'Aden à Zanzibar. En fait, comme l'année dernière, elle aurait dû partir en Australie et dans les mers du Sud précédé l'escadron. Deinhard envoie maintenant le navire jumeau Olga, dont le commandant, le capitaine de corvette Eduard Hartog, est passé au Sophie. Le transfert de l'escadron est annulé en raison de la situation critique des Allemands en Afrique de l'Est. Dans les mois qui suivent, le Sophie est impliqué dans divers bombardements et dans de nombreuses opérations terrestres. Son premier officier, Kapitänleutnant Landfermann, est mort d'une insolation lors d'une de ces missions à terre. Le commandant tombe également gravement malade et est remplacé à partir de fin février 1889 par le premier officier du Leipzig, le capitaine de corvette Draeger.
Comme entre-temps les canonnières Adler et Eber ont coulé dans un ouragan au large d'Apia et que le navire jumeau Olga a été gravement endommagé, le Sophie est finalement commandé vers les mers du Sud. Après l'arrivée du nouveau commandant, le capitaine de corvette Herbing, elle quitte l'escadre le 5 avril 1889 . En raison d'une panne d'hélice, il doit faire escale à Port Louis à l'île Maurice pour y être réparé. Le 25 juin 1889, elle arrive à Apia, où la canonnière Wolf est à l'arrêt. Après l'installation d'un chef auparavant banni en tant que nouveau roi des Samoa et son hommage avec un coup de canon de Sophie, les relations entre les Allemands et les habitants se sont également stabilisées. Après l'arrivée du croiseur corvette Alexandrine (de) le 14 décembre 1889, la Sophie se déplace à Sydney pour les réparations nécessaires, où, après avoir surmonté un violent cyclone le 2 décembre, il prend la mer. Le 25 janvier, elle commence une expédition punitive dans l'archipel Bismarck pour punir le meurtre et le vol d'un commerçant allemand sur l'île Sir C. Hardy. Après la recherche infructueuse d'un bateau disparu avec 26 hommes, la corvette poursuit son voyage vers l'Asie de l'Est début mars, arrivant le 22 mars à Hong Kong et rejoint l'escadron de croiseurs qui, en plus d'elle et des canonnières sur place, ne comprend que le vaisseau amiral de Leipzig, arrivé deux jours avant elle.
Cependant, le Sophie est d'abord resté à quai pendant près de deux mois. À partir du 18 mai, le Leipzig ett le Sophie naviguent le long de la côte sud de la Chine jusqu'à Singapour. De là, le voyage se poursuit jusqu'à Sydney à partir du 21 juillet. Là, la corvette de croisière Alexandrine, qui se trouve déjà depuis un certain temps dans la zone de la station, rejoint la formation. Le 18 octobre, les navires allemands poursuivent leur route vers la Nouvelle-Zélande et de là vers les Samoa jusqu'au 19 décembre 1890. L'escadre reste au large d'Apia pendant les fêtes de Noël et de fin d'année, puis revient à Hong Kong en janvier 1891 via les îles Marshall en janvier 1891. Sophie y entre en cale sèche du 14 février au 4 mars 1891 pour être remise en état. Lors du voyage suivant vers les ports chinois et japonais, l'escadre reçoit à Nankin l'ordre de passer au Chili de l'autre côté du Pacifique, ce qui est compris comme un ordre de suivi.
La réitération urgente de l'ordre d'atteindre le Japon pour protéger les intérêts allemands au Chili lors d'une révolution incite le contre-amiral Victor Valois, commandant de l'escadron depuis mai 1890, à entreprendre le 4 mai 1891 avec le Leipzig, l'Alexandrine et le Sophie de Yokohama la traversée de l'océan Pacifique sans reconstituer les réserves de charbon. Les frégates et corvettes de croiseurs de la marine impériale sont conçues pour effectuer de tels transferts à la voile, car les réserves de charbon des navires sont insuffisantes pour un si long voyage à la vapeur. Cependant, les vents favorables espérés ne sont pas suffisamment disponibles. Le navire amiral Leipzig, réputé pour être un dévoreur de charbon, a épuisé ses réserves au milieu de l'océan et doit être remorqué par la Sophie et l'Alexandrine pendant 97 heures et 1217 milles nautiques sur le chemin de San Francisco. Via les ports de la côte ouest de l'Amérique, l'unité atteint le 6 juillet 1891 à Valparaiso, où l'escadre entre le 9.
En raison du calme dans la capitale chilienne, l'escadre allemande visite également dans les ports du nord du Chili d'Iquique et de Coquimbo et retourne le 20 août à Valparaíso, où la situation du gouvernement Balmaceda s'est considérablement détériorée. La conquête imminente de la ville par les insurgés incite le commandant de l'escadron allemande à débarquer 300 hommes le 28 août, qui doivent protéger les quartiers de la ville particulièrement peuplés de Britanniques et d'Allemands, en collaboration avec des marins britanniques de la corvette HMS Champion. Lorsque les insurgés entrent dans la ville portuaire, ils tirent et prennent d'assaut la canonnière torpille chilienne Almirante Lynch (de), qui se trouve près du Leipzig et est l'une des rares unités navales fidèles au gouvernement à avoir coulé le navire amiral des rebelles, la frégate blindée Blanco Encalada, le 22 avril 1891. Trois hommes de Lynch sont morts dans l'assaut du navire. Le commandant, Juan Fuentes, qui réussit le premier naufrage d'un navire de guerre par une torpille automotrice, s'enfuit avec la majeure partie de l'équipage sur le Leipzig. Au total, 82 Chiliens pro-gouvernementaux se mettent en sécurité sur des navires allemands. Les Allemands négocient avec les insurgés le retrait libre des sous-officiers et hommes chiliens des navires de l'escadre. Les officiers, dont le dernier commandant des forces navales chiliennes pro-gouvernementales, le vice-amiral Oscar Viel y Toro, sont montés à bord du Sophie, qui les conduits en exil à Mollendo, au Pérou,,. La victoire rapide des insurgés et la stabilisation rapide de la situation conduisent les hommes débarqués à se replier sur les navires allemands début septembre, dont certains visitent seuls d'autres ports chiliens. À la mi-décembre, l'escadron reçoit l'ordre de poursuivre son voyage depuis Berlin et atteint Montevideo en janvier 1892. Après avoir visité quelques ports du sud du Brésil avec une importante population d'origine allemande, l'unité atteint Le Cap le 21 février où les réparations nécessaires ont lieu et le contre-amiral Friedrich von Pawelsz remplace le commandant d'escadron précédent. En marche vers l'Afrique orientale allemande, la baie de Delagoa est abordée le 22 mars, d'où Pawels et quelques officiers rendent visite au président Kruger de la République boer du Transvaal avec quelques officiers. Au large de l'Afrique de l'Est, les Schwalbe (de) et Möwe, stationnés là-bas, rejoignent temporairement l'escadron. Comme la situation dans la colonie est calme, le Leipzig et l'Alexandrine partent dès le 5 mai pour l'Asie de l'Est et seule la Sophie restee avec les stationnaires. Le 18 juin, la corvette de croisière quitte Zanzibar pour rentrer chez elle et arrive à Wilhelmshaven le 24 juillet. Le 6 août, le navire est transféré à Dantzig, où il fut retiré du service le 13 août 1892.

### Après 1892 et fin de service
La Sophie est transférée de Dantzig à Wilhelmshaven en 1895 et convertie en navire-école. Le 1er avril 1898, elle est remise en service comme navire-école de moussaillon. Après de courtes croisières en mer Baltique, elle repart en août 1898 pour un long voyage à Montevideo. Elle revient de ce voyage le 24 mars 1899 à Wilhelmshaven. Le 7 avril 1899, elle est retirée du service pour la dernière fois afin d'être remplacée par le Gneisenau plus adapté.
Ce n'est que le 21 mai 1908 que la Sophie est retirée de la liste des navires de guerre. La coque servit toutefois encore de bateau-logement à Wilhelmshaven et à Kiel jusqu'à la fin de la guerre. En 1920, elle fut vendue et démantelée en 1921.

## Commandants
| août – décembre 1882          | KK Ernst von Reiche            | 1840-1912 | dernier vice-amiral |
| octobre 1883 - septembre 1884 | KK Wilhelm Stubenrauch         | 1845-1935 | KzS                 |
| avril 1885 - septembre 1886   | KK Gustav Schwarzlose          | 1848-1906 | KzS                 |
| septembre 1886 - mars 1888    | KK Victor Cochius †            | 1848-1888 | KK                  |
| mars – septembre 1888         | KK Eugen Kohlhauer (IO; i. V ) | 1848-1906 | KzS                 |
| septembre 1888 - mars 1889    | KK/ KzS Eduard Hartog          | 1847- ?   | KzS                 |
| mars – avril 1889             | KK Fritz Draeger (c. V )       | 1850-1917 | KzS                 |
| avril 1889 - février 1891     | KK Oskar Herbing               | 1849-1912 | KzS                 |
| février 1891 - août 1892      | KK Hermann Kirchhoff (de)      | 1851-1932 | Vice-amiral         |
| juillet 1895                  | KK Louis Fischer               | 1849 - ?  | KzS                 |
| avril 1898 - avril 1899       | KK w. ORg. Karl Kretschmann    | 1854-1900 | KzS                 |